# Poikilacanthus capitatus
Poikilacanthus capitatus är en akantusväxtart som först beskrevs av Emery Clarence Leonard, och fick sitt nu gällande namn av T.P. Ramamoorthy. Poikilacanthus capitatus ingår i släktet Poikilacanthus och familjen akantusväxter. Inga underarter finns listade i Catalogue of Life.